# Namorona (stad)
Namorona is een stad en commune in Madagaskar, behorend tot het district Mananjary, dat gelegen is in de regio Vatovavy-Fitovinany. Een volkstelling schatte in 2001 het inwonersaantal op ongeveer 25.000 inwoners. 
In de stad is lager- en middelbaar onderwijs mogelijk. 96% van de bevolking werkt als landbouwer, 3% is van beroep visser en 1% vervult een plek in de dienstensector. De belangrijkste landbouwproducten zijn rijst, kruidnagel en koffie. De stad wordt doorkruist door de gelijknamige rivier Namorona.